# Amphiesma beddomei
Amphiesma beddomei là một loài rắn trong họ Colubridae. Loài này được Günther mô tả khoa học đầu tiên năm 1864.

## Hình ảnh

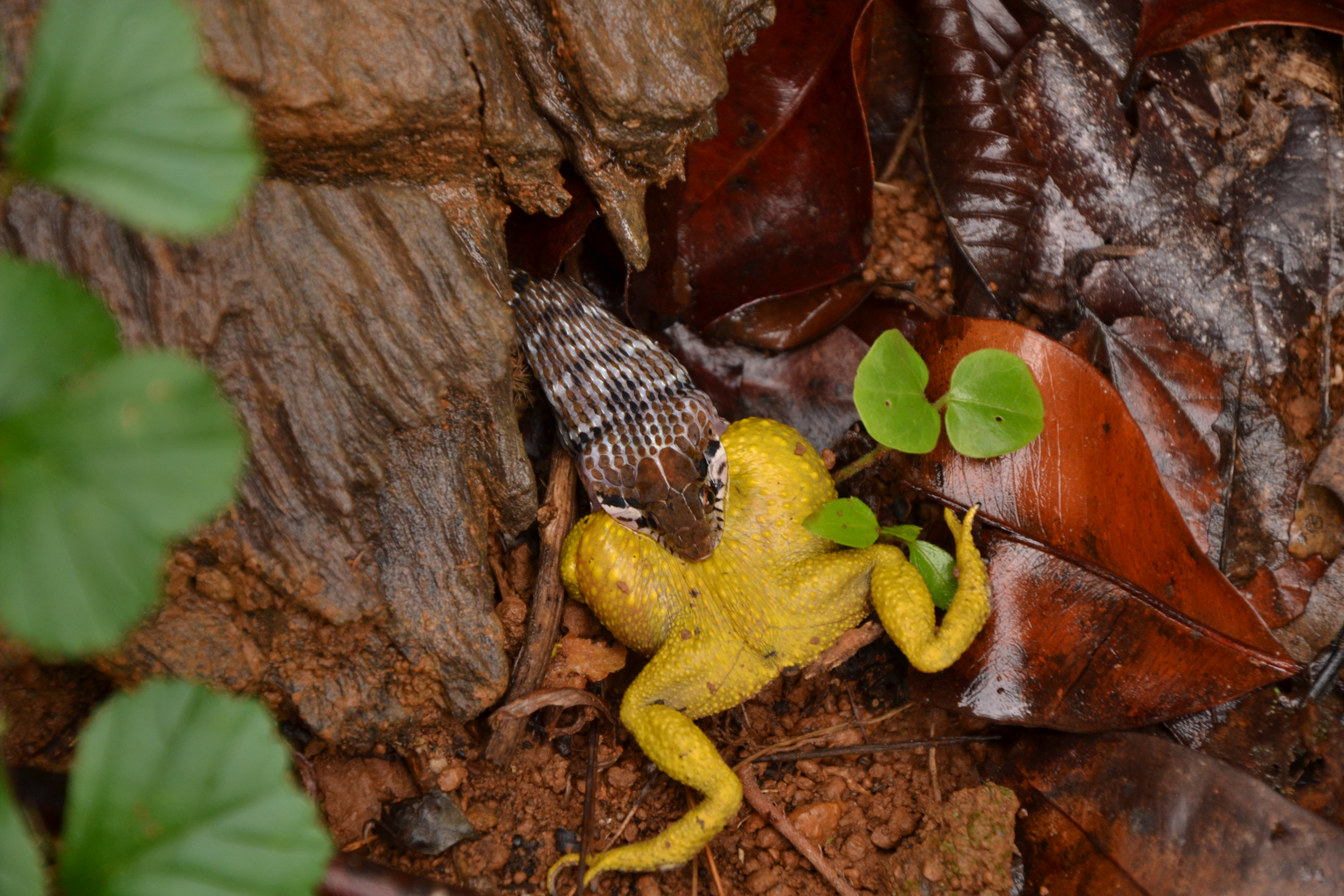
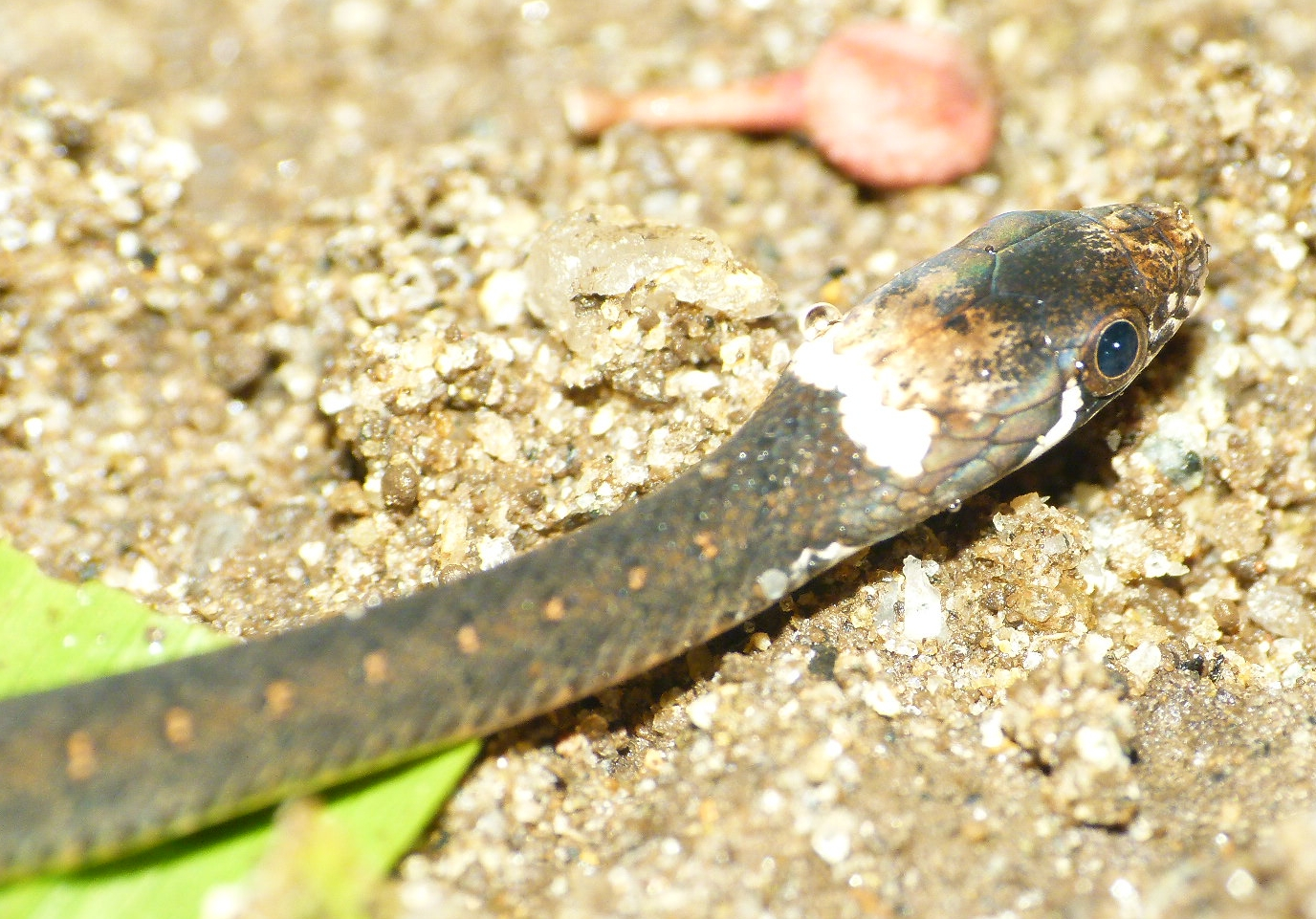
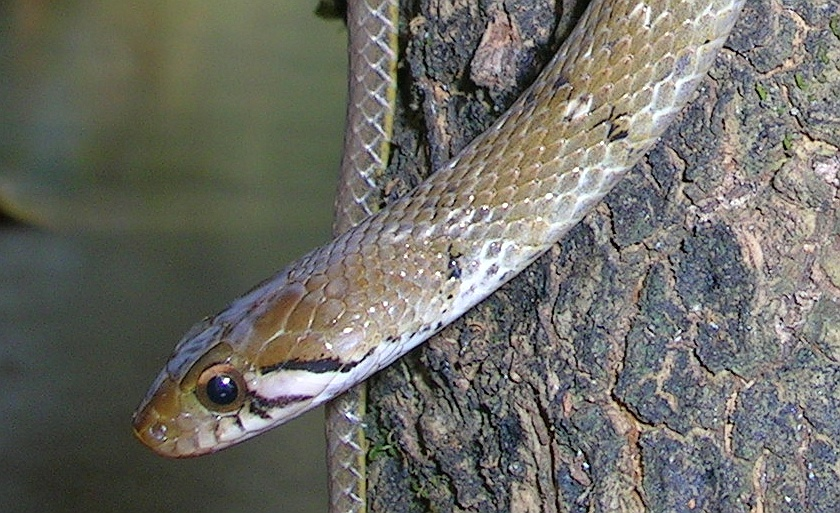